# Larissa Nikolajewna Nowosselskaja
Larissa Nikolajewna Nowosselskaja (russisch Лариса Николаевна Новосельская; * 5. Dezember 1973) ist eine ehemalige russische Biathletin.
Nowosselskaja, die ihre Ausbildung am Staatlichen Institut für Körperkultur in Smolensk absolvierte, gab 1994 in Antholz ihr Debüt im Weltcup und wurde 51. des Einzels und verpasste als 27. des Sprints knapp die Punkteränge. Bei den ersten Europameisterschaften 1994 in Kontiolahti gewann sie an der Seite von Jelena Dumnowa und Irina Mileschina den erstmals vergebenen Titel im Staffelwettbewerb. Nowosselskaja qualifizierte sich für die Olympischen Winterspiele 1994 in Lillehammer, kam dort aber nicht über den Status der Ersatzläuferin hinaus und blieb ohne Einsatz.
Bei ihren sporadischen Weltcup-Einsätzen gewann die Russin 1996 in Osrblie bei ihrem vorletzten Einsatz, einem Einzel, mit Rang 21 ihre einzigen Weltcup-Punkte und schloss die Saison auf Rang 68 der Gesamtwertung ab.
Seit 2002 ist Nowosselskaja Angestellte beim Zoll in Smolensk.

## Biathlon-Weltcup-Platzierungen
Die Tabelle zeigt alle Platzierungen (je nach Austragungsjahr einschließlich Olympische Spiele und Weltmeisterschaften).
- 1.–3. Platz: Anzahl der Podiumsplatzierungen
- Top 10: Anzahl der Platzierungen unter den ersten zehn (einschließlich Podium)
- Punkteränge: Anzahl der Platzierungen innerhalb der Punkteränge (einschließlich Podium und Top 10)
- Starts: Anzahl gelaufener Rennen in der jeweiligen Disziplin

| Platzierung         | Einzel | Sprint | Verfolgung | Massenstart | Team | Staffel | Gesamt |
| ------------------- | ------ | ------ | ---------- | ----------- | ---- | ------- | ------ |
| 1. Platz            |        |        |            |             |      |         |        |
| 2. Platz            |        |        |            |             |      |         |        |
| 3. Platz            |        |        |            |             |      |         |        |
| Top 10              |        |        |            |             |      |         |        |
| Punkteränge         | 1      |        |            |             |      |         | 1      |
| Starts              | 3      | 3      |            |             |      |         | 6      |
| Stand: Karriereende |        |        |            |             |      |         |        |